# Liste der Monuments historiques in Weyer
Die Liste der Monuments historiques in Weyer führt die Monuments historiques in der französischen Gemeinde Weyer auf.

## Liste der Bauwerke
| Bezeichnung   | Beschreibung              | Standort                                 | Kennzeichnung | Schutzstatus | Datum | Bild           |
| ------------- | ------------------------- | ---------------------------------------- | ------------- | ------------ | ----- | -------------- |
| Napoleonsbank | Ruhebank; Sandstein, 1854 | nordöstlich des Ortes an der D 40 (Lage) | PA00085234    | Inscrit      | 1988  | weitere Bilder |